# Evoland
Evoland es un videojuego de rol de 2013 desarrollado y distribuido por Shiro Games, una empresa de desarrolladores francesa que radica en Burdeos. Evoland fue principalmente publicado para Microsoft Windows y OS X en 4 de abril de 2013, luego para Android e iOS en 2 de febrero de 2015 y para Linux en 9 de marzo de 2015.
La historia y el diseño del videojuego trazan nuevamente la historia de los videojuegos. Inspirado por The Legend of Zelda, Diablo, Final Fantasy, entre otros, el videojuego tiene varias referencias a películas y a la historia de los videojuegos. A medida que el jugador progresa, el o ella desbloquea nuevas tecnologías y mejoras gráficas que hacen referencia a diferentes eras de la industria de los videojuegos.
Una secuela, llamada Evoland 2: A Slight Case of Spacetime Continuum Disorder, fue anunciada a finales de 2014 y fue publicada el 25 de agosto de 2015.

## Historia
Originalmente, Evoland fue un videojuego creado por Nicolas Cannasse para la vigésimo cuarta edición de la competición "un videojuego acelerado" de por Ludum Dare. Los participantes tuvieron 48 horas para crear un videojuego respecto al tema dado, el tema de esta edición fue "la evolución". Nicolas Cannasse propuso Evoland en aproximadamente 30 horas y ganó el primer puesto entre 1,400 participantes. El concepto que propuso puede ser definido como un juego el cual cambia a través que el jugador sigue la historia de los RPGs.
La reacción de los jugadores fue muy alentadora. Evoland Classic rápidamente alcanzó más de 300,000 jugadores en pocos meses, y aún es jugable en la página oficial de Evoland sin costo alguno.

## Desarrollo y publicación

### Plataformas
Luego del éxito de Evoland Classic, Shiro Games decidió crear una nueva versión del videojuego con nuevos jefes y monstruos, nuevos estilos de juego, ambientes totalmente en 3D y más tiempo de juego. Esta versión fue publicada en Steam y GOG.com a 9,99 USD en 2013.
Desde 2015, el videojuego está disponible para iOS en la App Store y para Android en Google Play a 4,99 USD.

## Jugabilidad
Evoland está basado en el concepto de trazar la historia de los videojuegos. Empieza con los gráficos monocromáticos. A través de la aventura el jugador gradualmente desbloquea nuevos gráficos, entre ellos, los 8 colores y los 8 bits en caso de gráficos 2D, nuevas tecnologías, como el modo 7, el audio de 16 bits o el lector de DVD, y nueva jugabilidad hasta llegar a los gráficos 3D, texturas pixeladas en vez de vectoriales y los gráficos HD. Esta evolución jugable de la historia de los videojuegos está puntuada por varias referencias a clásicos videojuegos de rol y películas.
El juego alterna entre fases rol de acción (inicialmente RISKY, luego corazones de Zelda y finalmente barra de vida de Diablo) y batallas en Tiempo Real. El personaje se mueve en un mundo hecho de calabozos, cavernas, bosques y villas llenas de NPCs. En adicción para completar el modo historia, los jugadores también pueden intentar encontrar 30 estrellas escondidas y cartas que pueden estar escondidas a través del mundo, pero estas cartas se usan en el minijuego incorporado que se vio en Final Fantasy VIII.

## Recepción
El juego fue recibido por críticos con un grado promedio de 61 de 100 en Metacritic. Prensa especializada y sitios web aclamaron el potencial y la originalidad del concepto además de las referencias a la historia de los videojuegos y el cine.
Conforme a Destructoid. "los elementos de Evoland forman una carta de amor hacia los videojuegos más venerados en sus respectivos géneros, y es sorprendente cómo simplemente las distintas jugabilidades trabajan juntas." Muchos críticos comentaron en cuánto la nostalgia generada ayuda al juego a sobresalir.
Los críticos principales se preocuparon por el tiempo de juego y la escasez de variedad. Varios jugadores y sitios web criticaron el hecho de que el juego deja de evolucionar pasados los treinta minutos.
Evoland alcanzó aproximadamente las 500,000 ventas.{Cita requerida}}